# Balinac
Balinac is een plaats in de gemeente Glina in de Kroatische provincie Sisak-Moslavina. De plaats telt 78 inwoners (2001).